# Futai-ji
Futai-ji (不退寺?), también conocido como Narihira-dera (業平寺?), es un templo budista, concretamente de la rama Shingon Risshu, en Nara, capital de la Prefectura de Nara, Japón.

## Historia
El Emperador Heizei, que abdicó del trono a favor del Emperador Saga en 809 y fue a vivir a Nara, más tarde intentó ascender de nuevo, pero no tuvo éxito. Posteriormente se mudó al terreno actual del Futai-ji y murió en 824. Su hijo, el Príncipe Abo, continuó viviendo allí y después, su quinto hijo, Ariwara-no-Narihira, conocido por ser el autor de Los cuentos de Ise, lo convirtió en un templo en 847, de acuerdo con el decreto imperial. Consagró como imagen principal una estatua de Shō-kannon (聖観音?) hecha por él mismo.
En la actualidad, es un templo filial del monasterio Saidai-ji.

## Edificios
- El Hondō, del Periodo Muromachi (siglo XIV) cuenta con la estatua de Shō-kannon de madera policromada creada en el siglo X, rodeada por cinco Myo-O, así como un pequeño santuario sintoísta también dentro del mismo edificio.
- El   Tahō-tō   ( 多 宝塔?), la pagoda del templo. Data del Periodo Kamakura (siglo XIII).

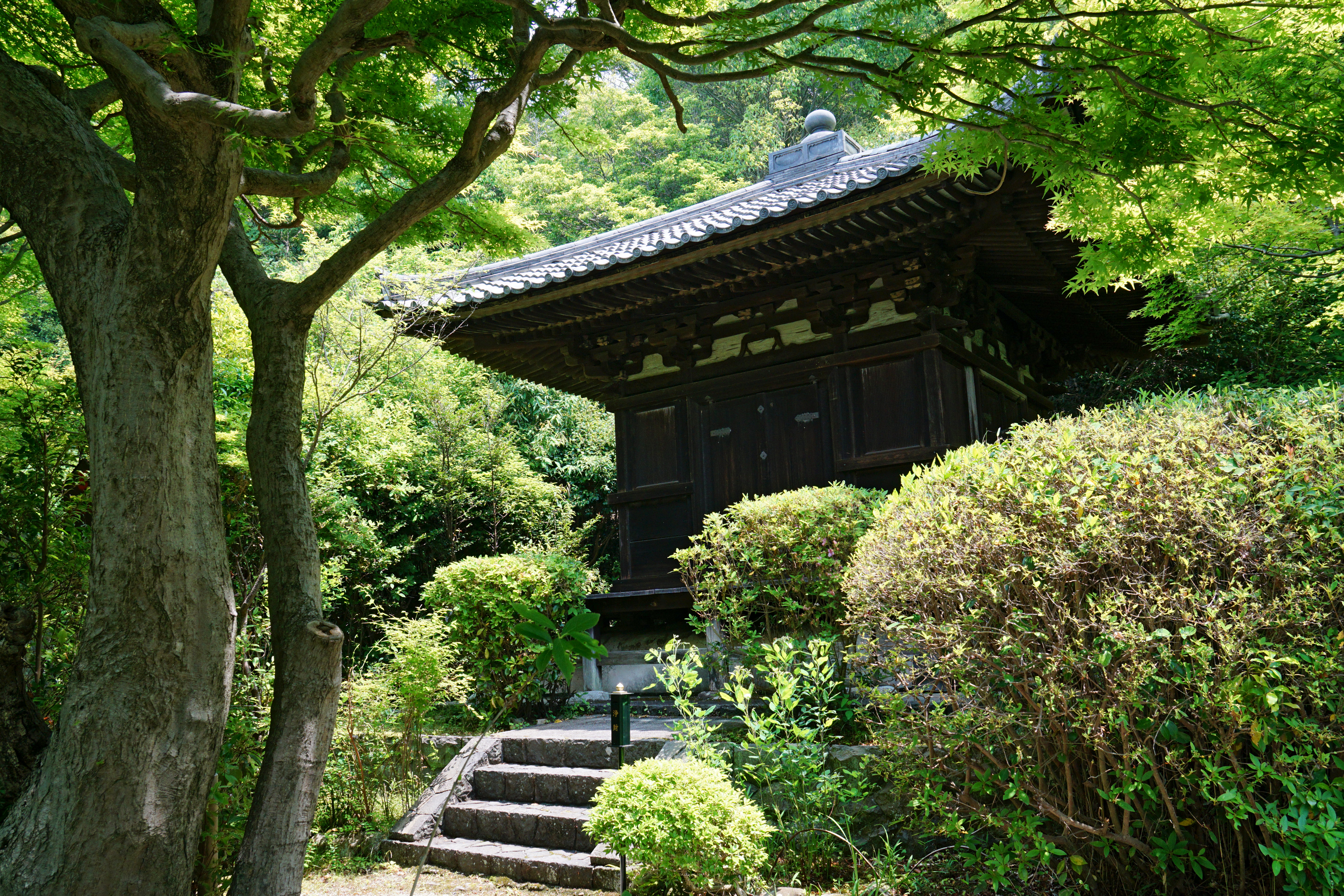
El Tahō-tō del Futai-ji.

- La puerta sur del complejo se construyó en el 1317, durante el Periodo Kamakura.

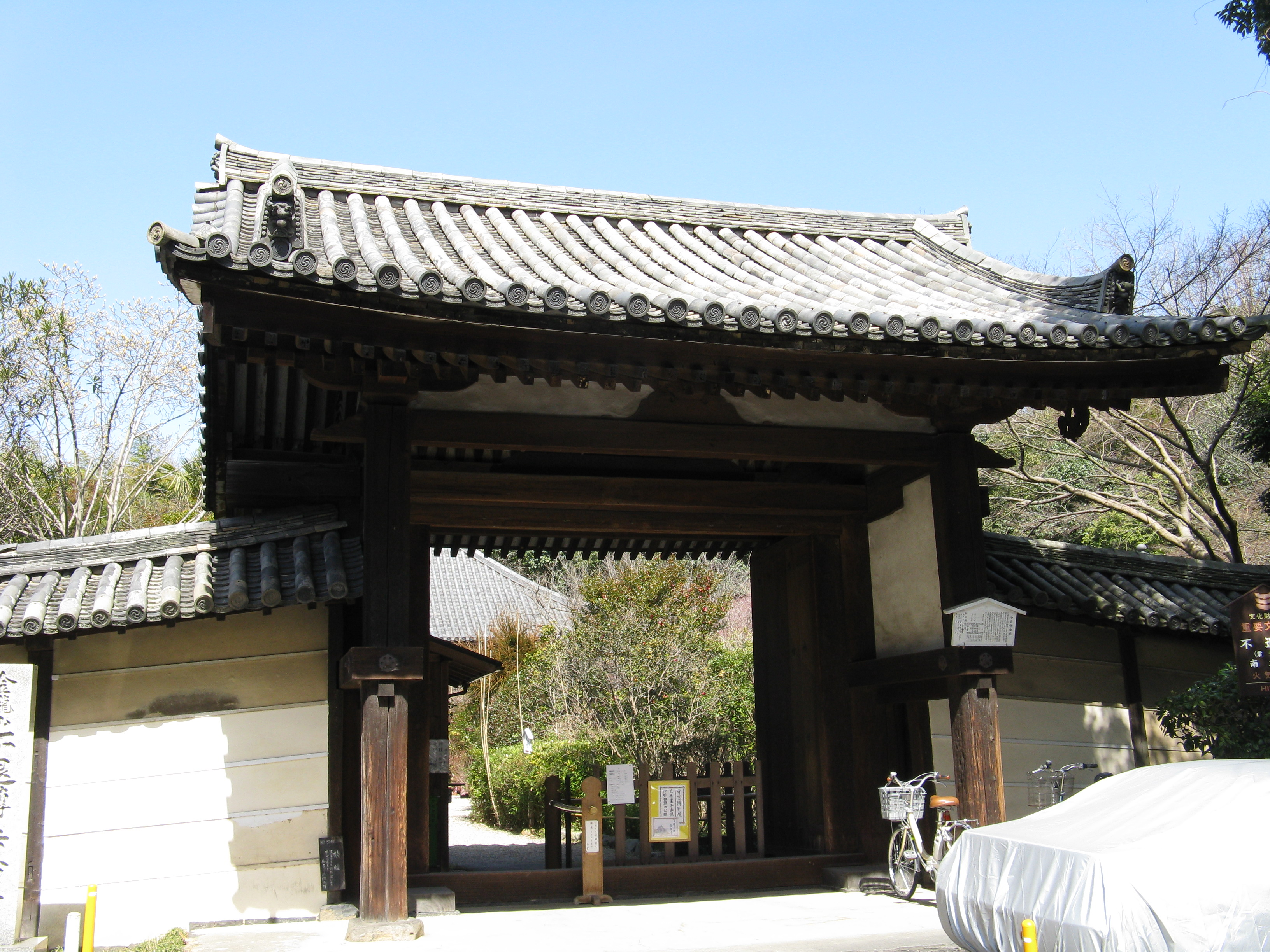
Una de las puertas del templo.